# 库尤特兰
库尤特兰（西班牙語：Cuyutlán）是墨西哥的一个城镇，位于科利馬州的阿尔梅里亚市镇。该城为墨西哥在太平洋沿岸的主要港口，并于前哥伦布时期便开始生产海盐。

## 地理
库尤特兰西南部临太平洋，西北靠库尤特兰潟湖。墨西哥200号高速公路穿过该城镇。

## 词源
库尤特兰由古典纳瓦特尔语中的两个单词组成，其一为“科约特尔”（coyotl，意为“郊狼”），其二为“特兰”（tlan，意为“土地”），由此库尤特兰之意为“郊狼之地”。